# Karl Weiland
Karl Weiland (* 12. Dezember 1947) ist ein deutscher Badmintonspieler. 

## Karriere
Karl Weiland gewann 1967 seine erste Medaille bei den nationalen Titelkämpfen in Deutschland. Weiteres Edelmetall folgte 1968 und 1969. 1969, 1970 und 1971 gewann er auch jeweils Bronze mit dem Team des 1. BC Beuel bei den deutschen Mannschaftsmeisterschaften.

## Sportliche Erfolge
| Saison    | Veranstaltung                        | Disziplin    | Platz | Name |
| --------- | ------------------------------------ | ------------ | ----- | --- |
| 1964/1965 | Westdeutsche Einzelmeisterschaft U18 | Herrendoppel | 1     | Roland Maywald / Karl Weiland (1. BC Beuel)                                                                                |
| 1964/1965 | Deutsche Einzelmeisterschaft U18     | Herrendoppel | 1     | Roland Maywald / Karl Weiland (1. BC Beuel)                                                                                |
| 1965/1966 | Westdeutsche Einzelmeisterschaft U18 | Herrendoppel | 1     | Roland Maywald / Karl Weiland (1. BC Beuel)                                                                                |
| 1965/1966 | Deutsche Einzelmeisterschaft U18     | Herrendoppel | 1     | Roland Maywald / Karl Weiland (1. BC Beuel)                                                                                |
| 1965/1966 | Deutsche Einzelmeisterschaft U18     | Mixed        | 1     | Karl Weiland / Gisela Fischer (1. BC Beuel)                                                                                |
| 1966/1967 | Deutsche Einzelmeisterschaft         | Herrendoppel | 3     | Roland Maywald / Karl Weiland (1. BC Beuel)                                                                                |
| 1966/1967 | Westdeutsche Einzelmeisterschaft     | Herrendoppel | 1     | Roland Maywald / Karl Weiland (1. BC Beuel)                                                                                |
| 1967/1968 | Deutsche Einzelmeisterschaft         | Mixed        | 3     | Karl Weiland / Gudrun Ziebold (1. BC Beuel)                                                                                |
| 1967/1968 | Westdeutsche Einzelmeisterschaft     | Herrendoppel | 1     | Roland Maywald / Karl Weiland (1. BC Beuel)                                                                                |
| 1967/1968 | Deutsche Einzelmeisterschaft         | Herrendoppel | 3     | Roland Maywald / Karl Weiland (1. BC Beuel)                                                                                |
| 1968/1969 | Deutsche Einzelmeisterschaft         | Herrendoppel | 2     | Roland Maywald / Karl Weiland (1. BC Beuel)                                                                                |
| 1968/1969 | Deutsche Hochschulmeisterschaften    | Mixed        | 1     | Karl Weiland / Brigitte Hagemann (Uni Bonn)                                                                                |
| 1968/1969 | Westdeutsche Einzelmeisterschaft     | Herrendoppel | 1     | Roland Maywald / Karl Weiland (1. BC Beuel)                                                                                |
| 1968/1969 | Deutsche Mannschaftsmeisterschaft    | Mannschaft   | 3     | 1. BC Beuel (Roland Maywald, Manfred Merz, Karl Weiland, Horst Hoppe, Karl Breitkopf, Marieluise Wackerow, Gudrun Ziebold) |
| 1969/1970 | Deutsche Einzelmeisterschaft U22     | Herrendoppel | 1     | Roland Maywald / Karl Weiland (1. BC Beuel)                                                                                |
| 1969/1970 | Deutsche Einzelmeisterschaft U22     | Herreneinzel | 2     | Karl Weiland (1. BC Beuel)                                                                                                 |
| 1969/1970 | Westdeutsche Einzelmeisterschaft     | Herrendoppel | 1     | Roland Maywald / Karl Weiland (1. BC Beuel)                                                                                |
| 1969/1970 | Deutsche Einzelmeisterschaft U22     | Mixed        | 1     | Karl Weiland / Brigitte Potthoff (1. BC Beuel / VfL Bochum)                                                                |